# Madonna (Munch)
Madonna  è una famosa opera espressionista del norvegese Edvard Munch, il quale ne dipinse cinque versioni tra il 1894 e il 1902, ad olio su tela. Una di queste ha dimensioni di 91x70.5 cm.
Una delle versioni appartiene al Museo Munch di Oslo, mentre un'altra ad un privato, Nelson Blitz, (Collezione di Catherine Woodard e Nelson Blitz Jr.).

## Descrizione
Ancora una volta sacro e profano si intrecciano nelle opere di Munch. Una donna nuda, raffigurata fino ai fianchi, si impone allo sguardo dell'osservatore. Le braccia sono piegate dietro il corpo, con l'effetto di spingerlo ulteriormente verso il primo piano, i capelli neri sono sparsi sulle spalle e il volto reclinato all'indietro è colto nel momento dell'estasi. La testa della donna è incorniciata da un'aureola profana, il cui colore rosso si carica di riferimenti simbolici (la passione amorosa e il sangue). L'intera scena, se si esclude il rosa del corpo, è giocata sulla bicromia del rosso e del nero che rimanda al binomio amore e morte. L'opera sprigiona una forte risonanza sensuale, acuita dalla serie di contorni ondeggianti, che formano una sorta di bozzolo intorno alla protagonista.
Munch sembra intuire con quindici anni di anticipo l'idea futurista delle linee-forza ovvero il riscontro psicologico tra un dato andamento e una sensazione.
In pochi tratti e rinunciando a ogni elemento di contorno, l'artista realizza un'immagine magnetica, in cui anche l'apparenza non finita della superficie contribuisce a suscitare l'impressione di sensualità.
Il pittore realizzò quattro versioni a olio del soggetto oltre a numerose derivazioni grafiche. Queste gli permettevano maggiori libertà espressive che sarebbero state censurate in un dipinto: in alcune litografie inserisce ad esempio una cornice disegnata percorsa da spermatozoi; in un angolo inoltre compare un embrione, che leva occhi impauriti e già dolenti sulla madre; le fattezze dell'embrione ricordano quelle della figura protagonista de L'urlo (1893). L'artista attribuisce quindi ad ogni essere umano un destino di infelicità.
(Edvard Munch, Frammenti sull'arte.)

### Il furto
Il 22 agosto 2004, Madonna, insieme ad una versione de L'urlo venne rubato dal Museo Munch da ladri mascherati da pompieri. Entrambi i dipinti furono ritrovati dalla polizia di Oslo il 31 agosto 2006. Il giorno successivo, il direttore del Munch Museum, Ingebjørg Ydstie, affermò che i dipinti erano stati ritrovati in condizioni migliori di quanto si pensava e i danni subiti dalle opere, incluso un buco di 2.5 cm nella Madonna, potevano essere riparati.